# Mokolo (Yaoundé)
Pour les articles homonymes, voir Mokolo (homonymie).
Mokolo  est un quartier populaire de la ville de Yaoundé, capitale du Cameroun, situé  dans l'arrondissement de Yaoundé II.

## Historique
En 1923, le gouvernement  français  sur l'administration sous mandat du territoire camerounais a transféré toutes les cases indigènes ou paillotes habitées par les noirs hors du périmètre urbain. A cet effet, la population européenne était invitée à ne pas laisser se former de villages indigènes aux alentours de ses maisons d'habitation. Cette politique de  ségrégation et de marginalisation pratiquée à Yaoundé par la France est à l'origine de la création du quartier Mokolo .   
Quartier populaire et populeux de Yaoundé, avec une densification très élevée, Mokolo reste surtout célèbre pour son marché très actif, ouvert 24h/24, et qui occupe le premier rang devant le marché central situé au cœur même de la ville.

## Géographie
Mokolo est un quartier commercial du Centre-ouest de Yaoundé, entouré des quartiers Tsinga, Madagascar, Cité-verte et Messa.

## Institutions

### Éducation
Mokolo est un quartier qui abrite de nombreux établissements scolaires, secondaires et universitaires. Parmi eux : école primaire catholique sacré cœur de Mokolo ; lycée technique de Mokolo.

### Sécurité
- Sapeurs pompiers de Mokolo[5]
- Commissariat du 2éme Arrondissement[6]

## Lieux de cultes
- Paroisse Sacré cœur de Mokolo (église catholique )[7]
- Eglise évangélique du Cameroun